# 兴隆街道 (邵阳市)
兴隆街道，是中华人民共和国湖南省邵陽市双清区下辖的一个乡镇级行政单位。

## 行政区划
兴隆街道下辖以下地区：
火车社区、栗山社区、十井铺社区、观音塘社区、紫薇社区和汽制社区。